# Prefectura de Lille
La prefectura de Lille es un edificio que alberga la prefectura homónima, que es a la vez prefectura regional, de la de Altos de Francia,  y departamental, del Norte).

## Historia
Fueue construido entre 1865 y 1905 en piedra caliza dura. Su ubicación fue elegida en el cruce de la antigua ciudad de Lille y los nuevos distritos anexados en 1858. En este lugar hubo una vez fortificaciones (ya destruidas en 1865). Construido en un terreno donado por la ciudad, se encuentra frente al Palacio de Bellas Artes de Lille, que se construiría veinte años más tarde.
El proyecto elegido surgió de un concurso ganado en 1865 por el arquitecto departamental Charles Marteau. La construcción de los edificios finalizó en 1874 y los frontones fueron luego esculpidos por Félix Huidiez. Los jardines fueron al mismo tiempo diseñados y realizados por Georges Aumont, arquitecto paisajista de los jardines públicos de Lille y Roubaix. En 1905 se realizaron algunas modificaciones y mejoras por parte del arquitecto departamental Léonce Hainez.

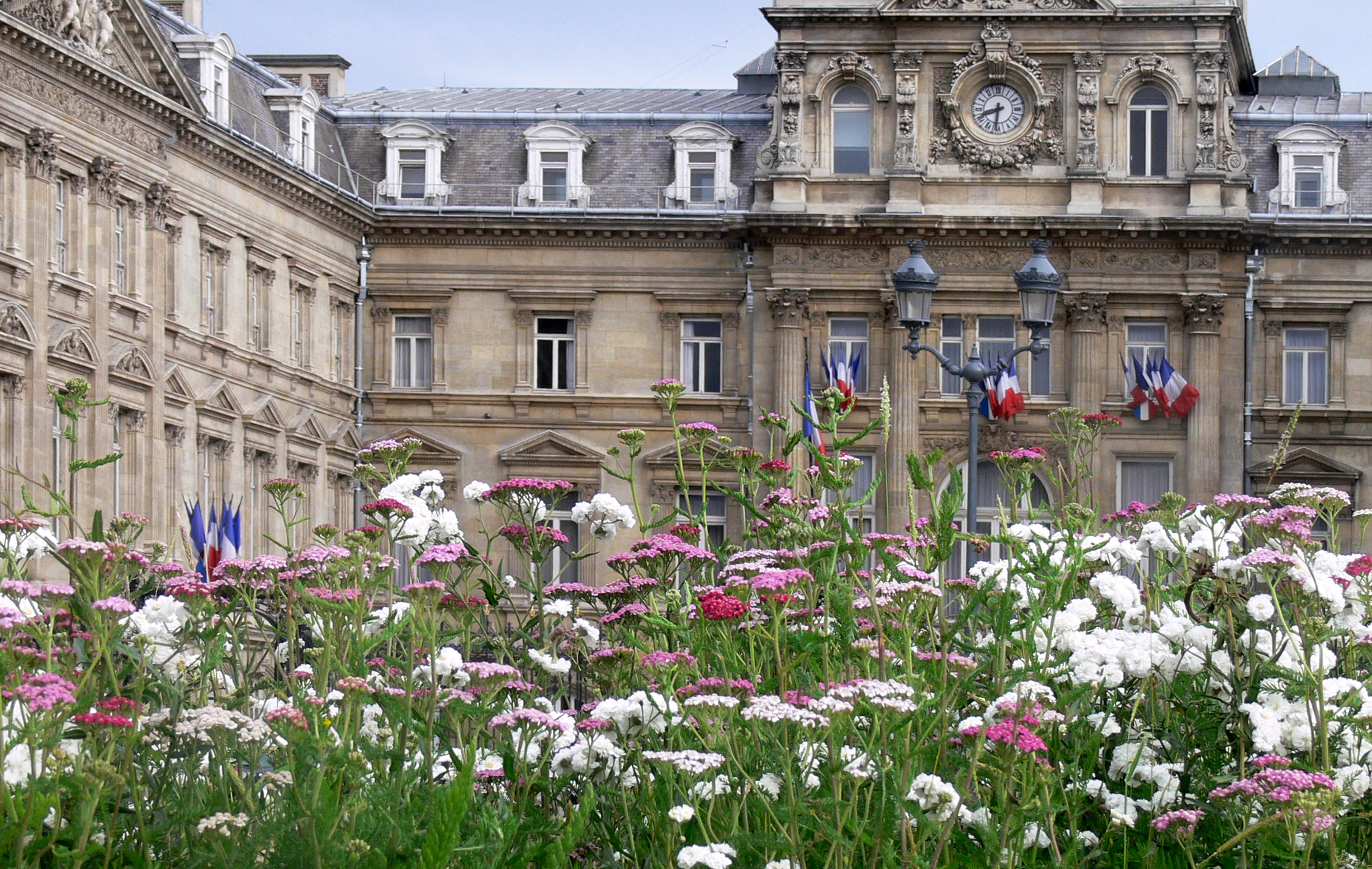
Prefectura de Lille

El edificio está dispuestos de forma clásica en un “plano en forma de H" en una distribución entre patio (lado Place de la République) y jardín. El jardín, en la parte trasera, está rodeado por un alto muro de ladrillo rodeado de piedra. El ala norte albergaba los apartamentos de la prefectura y daba a dos patios interiores.
El cuerpo central está techado a modo de pabellón, y las alas norte y sur tienen lados largos de pizarra con caballetes de zinc o plomo.
El edificio albergaba la Vivienda del prefecto y su familia, habitaciones con capacidad para invitados distinguidos, salas de reuniones y trabajo, oficinas de servicios de prefectura (incluido el secretario general, los principales miembros del gabinete, etc., oficinas de servicios departamentales del Departamento del Norte (En 1905 Léonce Hainez añadió un hemiciclo para los funcionarios electos departamentales), salón de fiestas con vistas a un jardín de recreo, inicialmente diseñado y acondicionado por la agencia Georges Aumont, premiada (medalla de oro) en la Exposición Universal de 1855. También se accede por una escalera recta de mampostería desde la sala principal.

## Funciones
El proyecto inicial ya incluía un edificio de uso mixto :